# Xiaomiao
Xiaomiao (kinesiska: 小庙) är en köping i östra Kina. Den ligger i stadsdistriktet Shushan i staden Hefei i provinsen Anhui, omkring 26 kilometer väster om provinshuvudstaden Hefei. Antalet invånare är 62883. Befolkningen består av 29 891 kvinnor och 32 992 män. Barn under 15 år utgör 13,0 %, vuxna 15-64 år 75 %, och äldre över 65 år 11,0 %.